# La Rana (Villena)

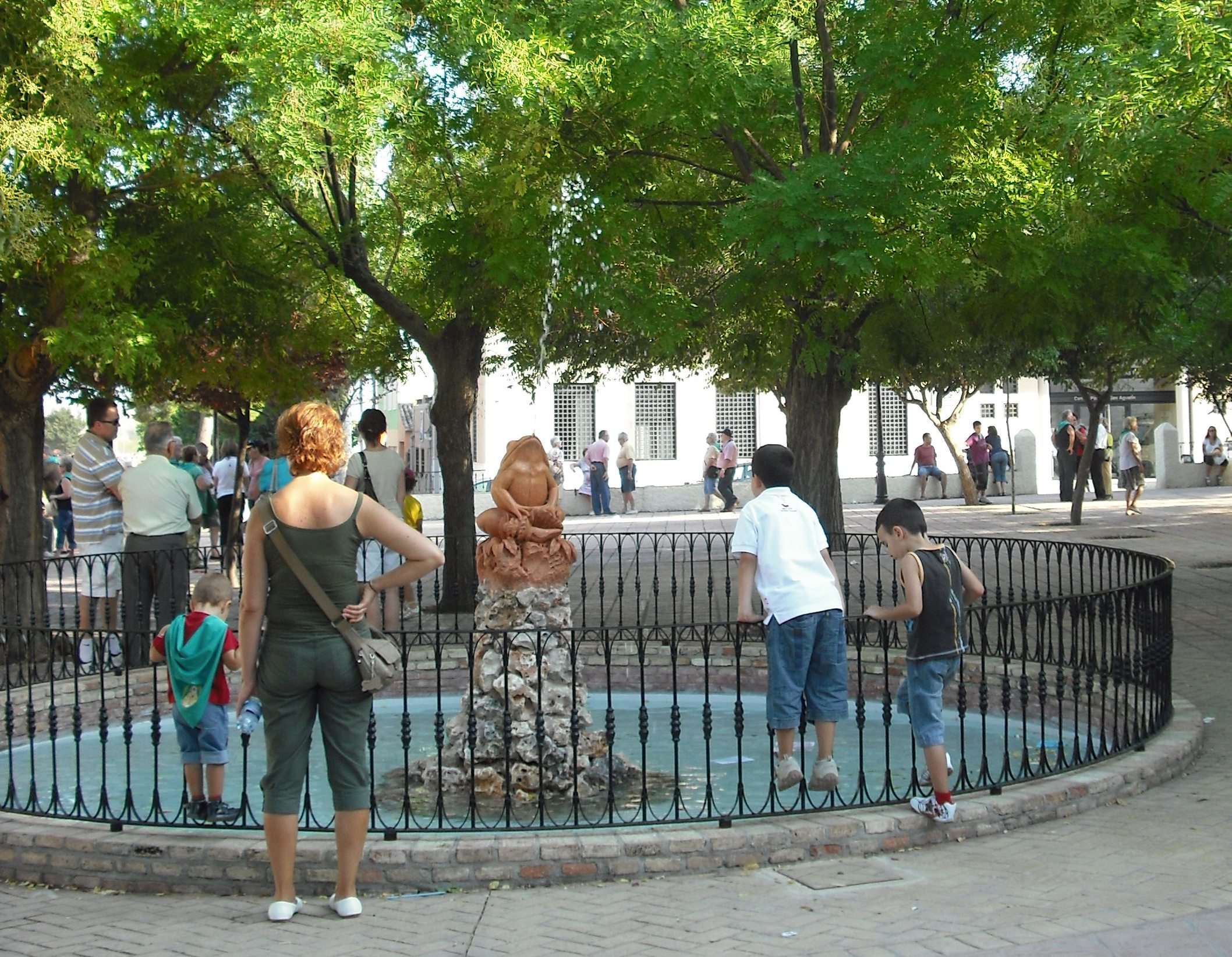
La Rana días después de la última intervención.

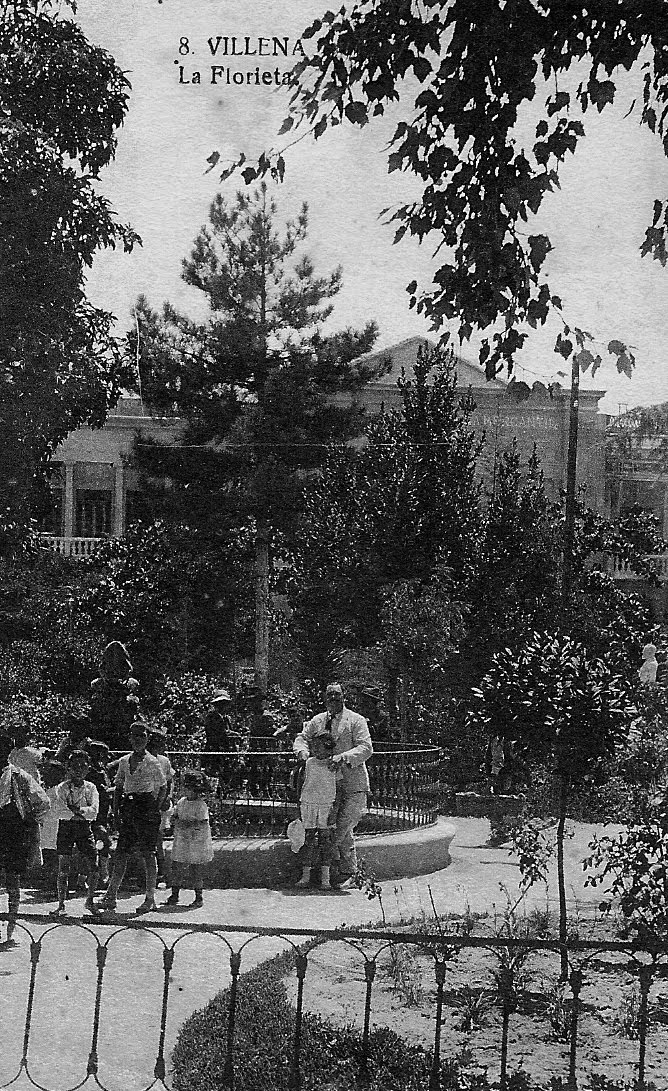
La Rana instalada en el Paseo de Chapí.

La Rana es un surtidor ornamental para fuente, datado entre 1916 y 1917, que representa una rana sentada sobre formaciones de coral. Desde 1948 está situado en la explanada exterior del Santuario de Nuestra Señora de las Virtudes, en la pedanía de Las Virtudes de Villena (Alicante, España). Hasta entonces estuvo instalado en la ciudad, en el Parque de Ruperto Chapí.

## La obra
La imagen, de autor desconocido, representa una rana sentada sobre formaciones de coral, con la cabeza erguida, las extremidades superiores sobre una caracola del género cymatium y a ambos lados de esta, sendas flores del género lilium. En el centro de la boca se encuentra el orificio del caño, por el que sale el único chorro de agua, y que atraviesa todo el interior de la escultura hasta la base. Está esculpida en bloque de piedra caliza blanca y mide 73 cm de altura con 50 cm de diámetro máximo en la base. Originalmente estuvo recubierta de una fina capa de almagre (arcilla de color rojo), como protección impermeabilizante.
Se puede incluir dentro del estilo naturalista de tradición modernista, de gran influencia a finales del siglo XIX y principios del XX. Representa, así pues, al anfibio tan común en las acequias, fuentes y estanques de la ciudad, cuyo hábitat fue desapareciendo debido a la sobreexplotación de las aguas subterráneas.

## Historia
La escultura está datada entre 1916 y 1917, ya que por tradición oral se sabe que se instaló siendo alcalde Alfonso Arenas Marín, y en las actas municipales de 12 de mayo de 1916 se lee:

El Señor Alcalde manifiesta que, reuniendo el parterre condiciones para poder colocar una fuente con su estanque correspondiente, hermoseando de este modo aquel lugar, solicita la autorización del Ayuntamiento, acordando la corporación conceder la dicha autorización para que se lleven a efecto las obras necesarias.

Gracias a las fotografías existentes se sabe que el estanque con la escultura estuvo situado originariamente en el Parque de Ruperto Chapí, aproximadamente donde hoy se encuentra el monumento al compositor, y que la barandilla circular es la misma que se conserva en la actualidad. En 1948, al instalarse el Monumento a Chapí, la Rana se trasladó a la explanada recién construida ante el Santuario de Nuestra Señora de las Virtudes con motivo del XXV aniversario de la coronación de la Virgen.

## Conservación y restauración
A lo largo del tiempo, la escultura se ha ido recubriendo de diversos materiales que propiciaron la creación de costras y eflorescencias que fueron ocultando paulatinamente el aspecto original. Durante los meses julio y agosto de 2009 el equipo restaurador del Museo Arqueológico Municipal de Villena llevaron a cabo una profunda intervención a fin de restaurar la escultura y restablecer su apariencia original.